# Shah Rukh
Shah Rukh, född 30 augusti 1377, död 12 mars 1447, var son till Timur Lenk och arvtagare till den östra delen av det timuridska riket. Han var herre av Persien och Transoxanien från 1405 till sin död. Gift med Gauhar Shad. Han son Ulug Beg efterträdde honom.

## Biografi
Timurs yngste son Shahrukh föddes den 20 augusti 1377. Shahrukh's mor var Dilshad Agha från det turkiska stammen Dughlat. Timur gifte sig med henne 1375. Enligt legenden uppfann Timur namnet Shahrukh själv. Shahrukh's mamma dog tidigt 1383 och hans uppfostran togs hand om av Timurs äldre fru Saray Mulk Khanym.
År 1393 utnyttjade sultanen Shah-Mansur från Muzaffarid i Persien, att Timurs armé var långt borta i Samarkand, och erövrade Isfahan och Shiraz, där han bländade och tillfångatog sina nära släktingar, de legitima härskarna. Förutseende Timurs återkomst, förklarade Shah-Mansur krigsläge i landet och bildade en liten armé genom att samla de mest erfarna och modiga krigarna från hela Persien. Så snart Timurs armékorps dök upp i maj samma år nära Shiraz, attackerade Shah-Mansur och hans soldater dem. Tack vare iraniernas mod och överraskning krossade de fiendens armécentrum och orsakade panik bland dess rader. Under denna kaos, märkte Shah-Mansur att Timur och hans följe var isolerade från huvudstyrkorna, så han rusade dit. Den våldsamma attacken ledde till att Timurs trupper retirerade. Han såg fienden, ville ta sitt spjut som vanligtvis bars av hans spjutbärare, men såg ingen bredvid sig. Shah-Mansur slog honom två gånger med sin svärd i huvudet. Timur räddades av sin starka hjälm och sitt lugn: svärdet skar igenom, men trängde inte in i benet. Men det var här som den modiga Shah-Mansurs dödsstund slog. Soldaterna under den store emiren återhämtade sig från den plötsliga attacken och började förstöra perserna. Shahrukh, som bara var 17 år gammal, slängde huvudet avskuret från Shah-Mansur vid sin fars fötter.
Vid den tiden utsåg Timur Shahrukh till härskare över Samarkand och skickade honom omedelbart till huvudstaden. Utnämningen indikerade att den kommande kampanjen skulle ta längre tid än förväntat.
År 1397 utsåg Timur Shahrukh till härskare över Khorasan, Sistan och Mazandaran efter att ha återvänt till Samarkand.
Som en av befälhavarna deltog Shahrukh i Timurs kampanj mot Osmanska riket mellan 1400 och 1403. I det avgörande slaget i kriget, slaget vid Ankara (sommaren 1402), ledde han Timuridernas vänstra flank (Timur själv ledde centrum och Shahrukhas äldre bror, Miranshah, ledde högra flanken). I slaget stötte hans flank på det mest häftiga och starka motståndet från serberna under Stefan Lazarevic.
Efter att ha återvänt från sin segerrika kampanj mot osmanerna började Timur förbereda sin länge planerade invasion av Ming-kina. Shahrukh återvände som guvernör i Khorasan. Vid tidpunkten för Timurs död befann sig Shahrukh i sin provins. Detta är redan en översättning till svenska. Det är uppenbart att Timur aldrig såg Shahrukh som sin efterträdare till sitt imperium.[källa behövs] Det kan ha berott på att det fanns en klyfta mellan far och son. Det finns teorier om att Timurs kalla attityd till sin yngre son berodde på Shahrukh personliga egenskaper. Trots sin intelligens och utbildning hade prinsen rykte om sig att vara en mycket blygsam och mild person, och dessutom mycket from. Han skilde sig varken från sin fars stridslystnad eller hans lojalitet mot Djingis khan turkisk-mongoliska lagar.

## Kriget om tronföljden
Timur dog 1405 medan han ledde sin armé österut i en kampanj mot Mingdynastin. Han rapporterades ha sagt på sin dödsbädd att han "inte hade något annat önskemål än att få se Mirza Shah Rukh en sista gång" och han beklagade att han inte hade tid att göra det. Timur hade ingen entydigt utnämnd arvtagare vid tiden för sin död; som ett resultat uppstod en tronföljdstvist bland hans överlevande söner och barnbarn. Khalil Sultan utropade sig själv till kejsare i Tashkent strax efter sin farfars död och tog kungliga skatten, samt Timurs kejserliga huvudstad Samarqand. Shah Rukh marscherade med sin armé ut från Herat till floden Oxus men gjorde inget offensivt drag mot sin brorson vid den här tiden. Detta berodde troligen på Miran Shah, Khalil Sultans far, som utgjorde ett allvarligt hot eftersom han, tillsammans med sin andra son Abu Bakr, hade lett en armé från Azerbaijan för att stödja den yngre prinsen. De var båda tvungna att dra sig tillbaka innan de anslöt sig till Khalil Sultan på grund av invasioner bakifrån av Jalayiriderna och Qara Qoyunlu, som utnyttjade den gamla kejsarens död för att ta över territorium. Miran Shah dödades i strid 1408 när han försökte stöta bort invasionsstyrkorna, och Abu Bakr dog på liknande sätt året efter.